# Potemnemus tuberifer
Potemnemus tuberifer es una especie de escarabajo longicornio del género Potemnemus, tribu Monochamini, subfamilia Lamiinae. Fue descrita científicamente por Gahan en 1894.

## Descripción
Mide 35 milímetros de longitud.

## Distribución
Se distribuye por Indonesia y Papúa Nueva Guinea.